# Zosterops metcalfii
Zosterops metcalfii — вид воробьиных птиц из семейства белоглазковых (Zosteropidae). Выделяют три подвида.

## Распространение
Обитают на Соломоновых островах (острова Бугенвиль, Шуазёль, Санта-Исабель и Нггела).

## Описание
Длина тела 11-11,5 см. Вес самца 13,6, самки 13,8 г. У представителей номинативного подвида узкое белое глазное кольцо разорвано перед и за глазом (этот признак непросто заметить во время наблюдения птиц в естественной среди обитания, также он может отсутствовать). Голова сверху и по бокам, а также верхние части тела ярко-желтовато-оливково-зелёные. Горло и верх грудки ярко-жёлтые. Подхвостье более бледного оттенка жёлтого. Низ грудки и брюшко серовато-белые. Клюв серовато-чёрный или тёмно-коричневый, ноги серые.

## Биология
Питаются фруктами, личинками и насекомыми. В кладке два яйца.

## Охранный статус
МСОП присвоил виду охранный статус LC.